# Longueville (Sena i Marne)
Longueville és un municipi francès, situat al departament de Sena i Marne i a la regió de Illa de França. L'any 2007 tenia 1.625 habitants.
Forma part del cantó de Provins, del districte de Provins i de la Comunitat de comunes del Provinois.

## Demografia

### Població
El 2007 la població de fet de Longueville era de 1.625 persones. Hi havia 666 famílies, de les quals 218 eren unipersonals (75 homes vivint sols i 143 dones vivint soles), 194 parelles sense fills, 202 parelles amb fills i 52 famílies monoparentals amb fills.
La població ha evolucionat segons el següent gràfic:
Habitants censats

### Habitatges
El 2007 hi havia 728 habitatges, 680 eren l'habitatge principal de la família, 14 eren segones residències i 34 estaven desocupats. 484 eren cases i 172 eren apartaments. Dels 680 habitatges principals, 342 estaven ocupats pels seus propietaris, 325 estaven llogats i ocupats pels llogaters i 13 estaven cedits a títol gratuït; 62 tenien una cambra, 50 en tenien dues, 143 en tenien tres, 204 en tenien quatre i 221 en tenien cinc o més. 424 habitatges disposaven pel capbaix d'una plaça de pàrquing. A 329 habitatges hi havia un automòbil i a 188 n'hi havia dos o més.

### Piràmide de població
La piràmide de població per edats i sexe el 2009 era:
| Homes | Edats   | Dones |
| ----- | ------- | ----- |
| 0     | 95 o +  | 0     |
| 8     | 90 a 94 | 20    |
| 12    | 85 a 89 | 16    |
| 4     | 80 a 84 | 16    |
| 44    | 75 a 79 | 56    |
| 52    | 70 a 74 | 52    |
| 36    | 65 a 69 | 52    |
| 16    | 60 a 64 | 24    |
| 44    | 55 a 59 | 28    |
| 44    | 50 a 54 | 44    |
| 56    | 45 a 49 | 40    |
| 64    | 40 a 44 | 76    |
| 64    | 35 a 39 | 60    |
| 40    | 30 a 34 | 40    |
| 72    | 25 a 29 | 76    |
| 32    | 20 a 24 | 44    |
| 76    | 15 a 19 | 68    |
| 76    | 10 a 14 | 60    |
| 44    | 5 a 9   | 44    |
| 44    | 0 a 4   | 48    |

## Economia
El 2007 la població en edat de treballar era de 963 persones, 703 eren actives i 260 eren inactives. De les 703 persones actives 580 estaven ocupades (315 homes i 265 dones) i 123 estaven aturades (55 homes i 68 dones). De les 260 persones inactives 81 estaven jubilades, 94 estaven estudiant i 85 estaven classificades com a «altres inactius».

### Ingressos
El 2009 a Longueville hi havia 692 unitats fiscals que integraven 1.771,5 persones, la mediana anual d'ingressos fiscals per persona era de 15.797 €.

### Activitats econòmiques
Dels 38 establiments que hi havia el 2007, 1 era d'una empresa extractiva, 1 d'una empresa alimentària, 2 d'empreses de fabricació d'altres productes industrials, 1 d'una empresa de construcció, 11 d'empreses de comerç i reparació d'automòbils, 3 d'empreses de transport, 2 d'empreses d'hostatgeria i restauració, 1 d'una empresa de serveis, 11 d'entitats de l'administració pública i 5 d'empreses classificades com a «altres activitats de serveis».
Dels 4 establiments de servei als particulars que hi havia el 2009, 1 era una oficina de correu, 1 taller de reparació d'automòbils i de material agrícola, 1 empresa de construcció i 1 perruqueria.
Dels 3 establiments comercials que hi havia el 2009, 1 era una gran superfície de material de bricolatge, 1 una botiga de menys de 120 m² i 1 una botiga d'electrodomèstics.
L'any 2000 a Longueville hi havia 5 explotacions agrícoles.

## Equipaments sanitaris i escolars
L'únic equipament sanitari que hi havia el 2009 era una farmàcia.
El 2009 hi havia 1 escola maternal i 1 escola elemental.

## Poblacions més properes
El següent diagrama mostra les poblacions més properes.